# Ganodermataceae
Ganodermataceae Donk, 1948 è una famiglia di funghi basidiomiceti appartenente all'ordine Polyporales.

## Tassonomia

### Generi
Il genere tipo è Ganoderma P. Karst., 1881, gli altri generi inclusi sono:
- Amauroderma
- Haddowia
- Humphreya
- Polyporopsis

### Sinonimi
- Aphyllophoraceae sottofamiglia Ganodermoideae M.A. Donk, Revis. Niederl. Homobasidiomyc.: 229 (1933).